# Franciszek Wanic
Franciszek Wanic (ur. 29 sierpnia 1881 w Starej Wsi, zm. 24 marca 1954 w Sanoku) – polski nauczyciel.

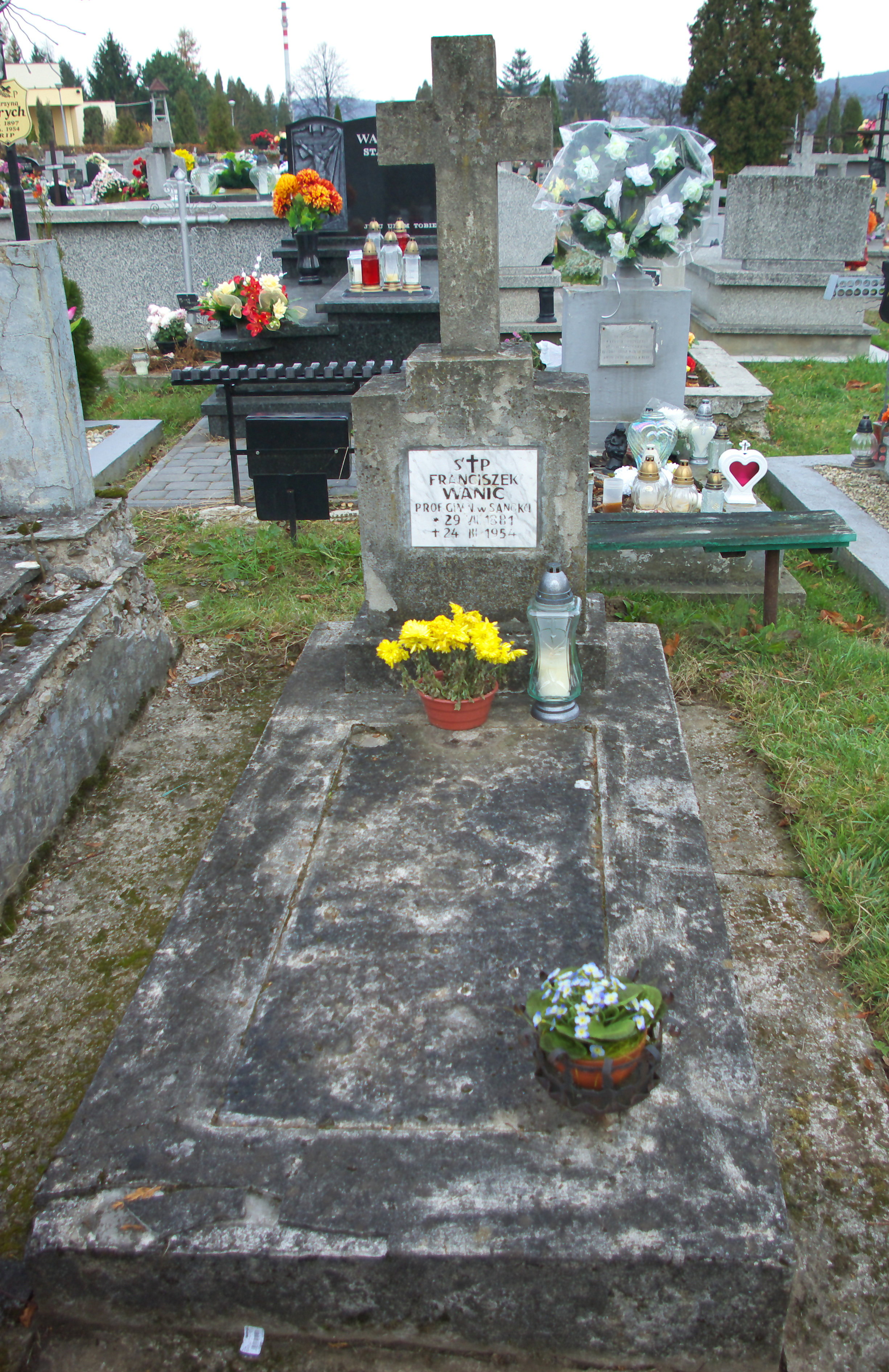
Nagrobek Franciszka Wanica

## Życiorys
Urodził się 29 sierpnia 1881 w Starej Wsi jako syn Jana (tamtejszy rolnik) i Apolonii z domu Kielar (1846-1919). W 1903 zdał eksternistycznie egzamin dojrzałości w C.K. Gimnazjum Męskim w Sanoku (w jego klasie byli m.in. Jan Killar, Jan Rajchel, Władysław Żarski).
Z zawodu był filologiem klasycznym. Od 4 września 1908 pracował w zawodzie nauczyciela. 19 sierpnia 1908 został mianowany zastępcą nauczyciela w C.K. II Gimnazjum w Stanisławowie z językiem polskim wykładowym. Uczył tam języka polskiego, języka łacińskiego, języka greckiego, historii.
Pełnił służbę wojskową w C.K. Armii. W jej szeregach podczas I wojny światowej służył na froncie włoskim. Po odzyskaniu przez Polskę niepodległości został przyjęty do Wojska Polskiego. Został awansowany do stopnia podporucznika piechoty ze starszeństwem z dniem 1 czerwca 1919. W 1923, 1924 był oficerem rezerwowym 2 pułku Strzelców Podhalańskich w Sanoku. W 1934 jako podporucznik rezerwy piechoty pospolitego ruszenia był w oficerskiej kadrze okręgowej nr X jako oficer przewidziany do użycia w czasie wojny i był wówczas przydzielony do Powiatowej Komendy Uzupełnień Sanok.
W okresie II Rzeczypospolitej pracował jako nauczyciel w Sanoku. 5 lutego 1921 został mianowany z Brzozowa nauczycielem w Państwowym Gimnazjum Męskim w Sanoku, gdzie uczył języka łacińskiego, języka greckiego, języka polskiego, języka niemieckiego, historii, matematyki, kaligrafii, geografii, a ponadto był opiekunem drużyny harcerskiej, kółka grecystów, orkiestry gimnazjalnej. Rozporządzeniem Kuratorium Okręgu Szkolnego Lwowskiego z 9 stycznia 1934 został zaszeregowany do grup VII w zawodzie. Ponadto, od początku istnienia uczył w założonym w 1923 Miejskim Prywatnym Seminarium Nauczycielskim Żeńskim, gdzie wykładał język polski i kaligrafię, w Prywatnym Polskim Gimnazjum Żeńskim im. Emilii Plater w Sanoku, gdzie uczył języka łacińskiego. Uchwałą Rady Miejskiej w Sanoku z 1925 został uznany przynależnym do gminy Sanok. Działał w Towarzystwie Nauczycieli Szkół Średnich i Wyższych; w 1928 był członkiem zarządu okręgu lwowskiego TNSŚiW, w latach 30. pełnił funkcję wiceprezesa i skarbnika koła TNSŚiW w Sanoku. Był członkiem komitetu organizacyjnego I Zjazdu Absolwentów z okazji 50-lecia sanockiego gimnazjum w 1938. Od 1948 do 1953 był nauczycielem przedmiotów ogólnokształcących w szkołach mechanicznych w Sanoku.
Był członkiem sanockiego gniazda Polskiego Towarzystwa Gimnastycznego „Sokół” (1920, 1921, 1922, 1924, 1939) oraz zaangażował się także w próbę reaktywacji „Sokoła” w 1946. Wspierał działalność Katolickiego Związku Młodzieży Rękodzielniczej i Przemysłowej w Sanoku i zasiadł w jego Radzie Opiekuńczej.
Do końca życia zamieszkiwał w Sanoku przy ulicy Bronisława Pierackiego (późniejsza ulica Kolejowa). Zmarł 24 marca 1954 w Sanoku. Został pochowany na cmentarzu przy ul. Rymanowskiej w Sanoku 26 marca 1954. 25 października 1919 w Sanoku jego żoną została Eugenia Stefania Piątkowska (1898-1978), z którą miał dzieci: Adama (ur. 1931, absolwent sanockiego liceum z 1947, fizyk, pracownik naukowy Instytutu Fizyki Jądrowej i UJ w Krakowie, kierownik Laboratorium Badania Magnetyków, zm. 1971, Annę Marię (ur. 1920, po mężu Kotulecka, redaktorka w PWN w Krakowie, zm. 2007) i Jana (ur. 1935, inżynier geofizyk, zm. 1995).
Sanocki poeta Roman Bańkowski zadedykował Franciszkowi Wanicowi wiersz pt. „Monarchista”, opublikowany w tomiku poezji pt. Byli wśród nas – inni z 2000 (wspomniał w nim powiedzenie profesora, który mawiał: Nie było to jak za cesarza w Galicji Lodomerii, oraz przytoczył opowiedziane przez Wanica spotkanie z cesarzem Franciszkiem Józefem I podczas jego służby wojskowej w c. i k. armii, gdy monarcha – dowiedziawszy się o tym samym imieniu zagadniętego żołnierza – miał odpowiedzieć: Ja Franciszek, ty Franciszek, mówmy sobie na ty). Anegdotę profesora potwierdził także inny wychowanek sanockiego gimnazjum, Stefan Stefański, dodając, iż Wanic służył wówczas w 45 Pułku Piechoty, a niespodziewane spotkanie z cesarzem miało miejsce podczas manewrów na sanockich Błoniach. Osobę profesora Franciszka W. opisał także przedwojenny uczeń gimnazjum, pisarz Kalman Segal w swojej powieści pt. Nad dziwną rzeką Sambation, napisanej w 1955 i wydanej w 1957, który również wspomniał o znajomości Wanica z cesarzem, wskazując, że obaj spotkali się na wiedeńskim Praterze. Ponadto ks. Zdzisław Peszkowski przychylnie wyraził się o profesorze Wanicu w swoich wspomnieniach.